# Anton Dahlberg
Pour les articles homonymes, voir Dahlberg.
Anton Dahlberg, né le 10 mai 1985 à Växjö, est un skipper suédois. 

## Biographie
Il participe à la compétition de voile aux Jeux olympiques à cinq reprises dans la discipline du 470. En 2008 à Pékin, Anton Dahlberg se classe 15e de l'épreuve avec son coéquipier Sebastian Östling; en 2012 à Londres, il se classe 10e avec le même partenaire puis en 2016 à Rio de Janeiro, il se classe 6e avec Fredrik Bergström.
Il remporte aux Jeux de Tokyo une médaille d'argent, puis à ceux de Paris une médaille de bronze.

## Palmarès
| Compétition           | 2007 | 2008 | 2009 | 2010 | 2011 | 2012 | 2013 | 2014 | 2015 | 2016 | 2017 | 2018 | 2019 | 2021 |
| --------------------- | ---- | ---- | ---- | ---- | ---- | ---- | ---- | ---- | ---- | ---- | ---- | ---- | ---- | ---- |
| Championnats du monde | 35e  | 51e  | 24e  | 14e  | 11e  | -    | 20e  | 15e  | 6e   | 9e   | 2e   | 4e   | 3e   | 1er  |
| Championnats d'Europe | 35e  | -    | -    | -    | -    | -    | 18e  | 11e  | 21e  | 7e   | -    | 1er  | 1er  |      |